# Подубинский, Андрей Миронович
Андрей Миронович Подубинский (укр. Андрій Миронович Подубинський; 12 января 1944, Стрый — 23 марта 2018, Киев) — советский и украинский актёр озвучки, театра и кино. Заслуженный артист Украинской ССР (1978).

## Биография
С 1961 года обучался в Киевском государственном институте театрального искусства им. И. К. Карпенко-Карого.
После окончания учёбы в 1965 году более 50 лет играл на сцене Киевского государственного русского драматического театра имени Леси Украинки (ныне Национальный академический драматический театр имени Леси Украинки). В кино начал сниматься в студенческие годы. Актёр киностудии им. А. Довженко.
Вдумчивый, талантливый актёр, обладавший острой гротескной формой в сочетании с глубокой психологической разработкой образа. В работе с разными режиссёрами проявил себя как актёр настоящего драматического и одновременно трагифарсового дарования.
В театре создал ряд ярких образов в пьесах украинских и зарубежных драматургов.
Актёр озвучивания («Энеида», «Музыкальные сказки» и др.). Озвучивал также персонажа Сидоровича (на русском и украинском языках) и Монолит из серии игр S.T.A.L.K.E.R..
Был женат на актрисе театра имени Леси Украинки Алине Карпенко (1943—2014). В последние годы не выходил на сцену, имел проблемы с ногами. Скончался 23 марта 2018 года в Киеве.

## Избранные работы в театре
- 1969 — «Справедливость — моё ремесло»
- 1970 — «Есть такая партия!»
- 1971 — «Человек со стороны»
- 1973 — «Бесприданница», «Варвары»
- 1975 — «Интервью в Буэнос-Айресе»
- 1982 — «Не был… не состоял… не участвовал»
- 1983 — «Из жизни насекомых»
- 1984 — «Я пришёл дать вам волю»
- 1985 — «Тёплый пепел»
- 1987 — «Завтрак с неизвестными»
- 1988 — «Старик»
- 1990 — «Идея господина дома»
- 1991 — «Кандид»
- 1993 — «Молодые годы короля Людовика XI»
- 1997 — «Королевские игры»
- 1999 — «Ревизор»
- 2002 — «Лулу. История куртизанки»

## Избранная фильмография
- 1962 — Среди добрых людей — Якоб, сын Михайлины
- 1963 — Наймичка — Марко
- 1965 — Проверено — мин нет — югославский солдат
- 1969 — Берег принцессы Люськи (телефильм) — Леха
- 1970 — Мир хижинам — война дворцам — Харитон
- 1971 — Весёлые Жабокричи — музыкант
- 1971 — Инспектор уголовного розыска — эксперт-криминалист
- 1972 — Лёгкая вода — Игорь Глоба
- 1972 — Ночной мотоциклист — певец в ресторане
- 1973 — Абитуриентка — Роман, друг Виктора
- 1973 — Не пройдёт и года… — Федя, инженер
- 1975 — Там вдали, за рекой — Семён Семечкин, председатель уездного ЧК
- 1976 — Дума о Ковпаке — Борис Вакар
- 1977 — Право на любовь — Степан Камышин
- 1978 — Сказка как сказка — исполнитель танго «Локоны любви»
- 1980 — Долгие дни, короткие недели — Виктор Ладонников
- 1980 — От Буга до Вислы — Сас
- 1983 — На вес золота — Лохматовский
- 1984 — Володькина жизнь — Иван Синеоков, комбат
- 1985 — Пароль знали двое — Игнат Ковров, связной, бармен ресторана «Александровская слобода»
- 1986 — Нас водила молодость… — Стрепетов, военспец Красной Армии
- 1986 — Мост через жизнь — Андрей Петрович
- 1988 — Штормовое предупреждение — Степан Тимофеевич Косарь
- 1991 — Личное оружие — Вячеслав Иванович Быков, полковник милиции
- 1992 — Иван и кобыла — Иван
- 1992 — Тайна Виллы — эпизод
- 1995 — Дорога на Сечь — отец Павла
- 1997 — Роксолана (телесериал) — Хайреддин
- 2002 — Кукла — Николай Ставров
- 2004 — Пепел Феникса — Бирюк
- 2005 — Золотые парни — эпизод
- 2005 — Свадьба Барби — старик
- 2006 — Пороки и их поклонники — эпизод
- 2009 — Вольф Мессинг: видевший сквозь время — эпизод

## Дублирование и озвучивание на русском
- «Музыкальные сказки» — исполняет песню
- «Приключения капитана Врунгеля» (радиоспектакль) — первый комментатор
- «Казаки II: Наполеоновские войны» — Отец Грэгга Чеффи, ряд персонажей
- «S.T.A.L.K.E.R.: Тень Чернобыля» — Сидорович, Монолит — (русское озвучивание компании «GSC Game World»)
- « Дело поручается детективу Тедди. Дело № 001. Бурый и Белый» (1976)

## Дублирование и озвучивание на украинском
- «Энеида» — читает текст
- «Рождественское сокровище Михея» — (украинский дубляж телекомпании «НТКУ»)
- «Вавилон-5» — (украинский дубляж телеканала «ICTV»)
- «Казаки II: Наполеоновские войны» — Отец Грэгга Чеффи, ряд персонажей
- «Полёт навигатора» — (украинский дубляж киностудии им. Довженко)
- «Трансформеры» — Мегатрон (украинский дубляж студии «Постмодерн»)
- «Пираты Карибского моря: Сундук мертвеца» — Дейви Джонс (украинский дубляж компании «Невафильм-Украина»)
- «Пираты Карибского моря: На краю света» — Дейви Джонс (украинский дубляж компании «Невафильм-Украина»)
- «S.T.A.L.K.E.R.: Тень Чернобыля» — Сидорович — (украинское озвучивание компании «GSC Game World»)